# Once Upon a Time in Springfield
"Once Upon a Time in Springfield" är avsnitt 10 av säsong 21 av Simpsons Avsnittet sändes på Fox den 10 januari 2010. Avsnittet sändes i anknytning till The Simpsons 20th Anniversary Special – In 3-D! On Ice! för att fira 20 år med Simpsons. Avsnittet är dedicerat till Eartha Kitt som medverkar som sig själv som dog 25 december, 2008. I avsnittet ändrade man på formatet för The Krusty the Clown Show för att vända sig mer till flickor genom att skapa rollfiguren prinsessan Penelope. Under tiden blir Homer, Lenny och Carl erbjuden att börja jobba på kärnkraftverket i Capital City, efter att Mr. Burns tagit bort företagets fria donuts. Avsnittet skrevs av Stephanie Gillis och regisserades för Matthew Nastuk. Avsnittet fick en Nielsen rating på 6.9/17 i åldersgruppen 18–49 och nominerades till två Primetime Emmy Award, varav den vann en.

## Handling
Krusty informeras av sina producenter att hans show förlorar unga tjejer och det därför introducerar en ny rollfigur i serien, prinsessan Penelope. Hennes utstrålning gör att unga tjejer börja titta på serien men förlorar manliga tittare och hon irriterar Krusty. Hon blir så populär att studiopubliken till slut enbart består av tjejer som enbart vill se Penelope. Det börjar tillverkas produkter med Penelopes namn och tillverkningen av Krustys produkter läggs ner. En som inte gillar vad som hänt är Bart och han anser att tjejer förstör allting, som armen, Fantastic Four och American Idol. Bart kontaktar Krusty som vill få honom att återställa showen till det ursprungliga.
Krusty följer Barts råd och söker upp Penelope som berättar att hon är kär i honom. Krusty visar då också att han har känslor för henne vilket gör Bart ännu mera upprörd och allt kulminerar då Krusty förlovar sig i direktsändning med henne. På bröllopsdagen dyker Milhouse och Bart upp för att visa Penelope den sanna Krusty genom att låta henne möta hans före detta fruar, Holly Hippie och Eartha Kitt. Penelope bryr sig dock inte och vill ändå gifta sig, men Krusty inser att han inte vill gifta sig och avbryter vigseln. De bestämmer sig för att bara vara vänner. Penelope flyttar då till Paris men blir där uppsökt av Krusty som vill börja umgås med henne igen, då han insett att han har kvar känslor för henne.
Under tiden tar Mr. Burns bort de fria donutsen från företaget, vilket irriterar Homer, Lenny och Carl. När de senare besöker Moe's Tavern träffar de på Gator McCall som vill ge dem ett jobb på Capital Citys kärnkraftverk. De följer med honom till en visning av anläggningen och upptäcker all lyx som de kan få om de börjar jobba där. Precis innan de ska byta arbetsplats från Springfield till Capital City träffar de på Mr. Burns som vill behålla dem och erbjuder dem återigen fria donuts. Avsnittet slutar med en hyllning till alla tittare som har tittat på serien geonom alla år.

## Produktion
I avsnittet medverkar Anne Hathaway som Princess Penelope och Jackie Mason medverkar som Hyman Krustofski. I avsnittet medverkar Eartha Kitt som sig själv. Inspelningen skedde innan hennes död den 25 december 2008. I avsnittet medverkar hon därför på ett videoband som spelades in innan hon dog. Även Gary Larson medverkar som sig själv.

## Kulturella referenser
Avsnittet inledds med en hyllning till fenomenet 2012, att världen kommer att gå under den 21 december 2012, men dock inte deras show. Homer, Lenny och Carl får se en teckning från den tecknade serien The Far Side. Två av Penelopes mellannamn är Mulan (film, 1998)Mulan och Pocahontas som är karaktärer i Disneyserier och är inkluderad i linjen Disney Princess.

## Mottagande
Avsnittet fick 6.8 Nielsen rating i åldersgruppen 18–49. Totalt sågs avsnitt av 21,007 miljoner vilket gav en skala på 8.8 av 22. Detta var det mest sedda avsnittet sen säsong 16 avsnittet "Homer and Ned's Hail Mary Pass". Avsnittet nominerades till en Primetime Emmy Award för "Outstanding Animated Program" och Anne Hathaway nominerades till en "Outstanding Voice-Over Performance" för rollen som Princess Penelope vilken hon även vann. I kategorin var också Dan Castellaneta nominerad för "Thursdays with Abie" och Hank Azaria för "Moe Letter Blues".